# من قاتل پسرتان هستم
من قاتل پسرتان هستم مجموعه داستانی از احمد دهقان است که سال ۱۳۸۳ در نشر افق
منتشر شد و با استقبال مخاطب‌ها همراه شد. این کتاب که نامزد و برگزیده رقابت‌های ادبی متعددی از جمله جایزه ادبی مهرگان، جایزه ادبی جایزه منتقدان و نویسندگان مطبوعاتی و جایزه ادبی هوشنگ گلشیری شده‌است، تاکنون به زبان‌های انگلیسی، روسی و… ترجمه شده‌است و همچنین با اقتباس از آن فیلم سینمایی پاداش سکوت به کارگردانی مازیار میری ساخته شده‌است. برخی از چهره‌های اصولگرا کتاب من قاتل پسرتان هستم را روایتی ضدجنگ توصیف کردند.

## معرفی
این مجموعه شامل ده داستان کوتاه است. احمد دهقان زبان ساده‌ای را برای روایت انتخاب می‌کند. داستان‌هایش را به‌دور از هرگونه پیچیدگی روایت می‌کند. تعلیق در داستان‌های این مجموعه بدون تصنع است و داستان‌ها چنان از مفاهیم انسانی که گاه دور از ذهن می‌نمایند، بهره برده‌اند که نیازی نمی‌بیند پیچیدگی و تعلیق کاذب را به داستان‌هایی این‌چنین شسته‌ورفته تحمیل کند. نگاه رئالیستی و بدون شعار دهقان دربارهٔ جنگ و حقایق آن و آدم‌هایش تصویری آن‌چنان عریان به خواننده می‌دهد که موحش‌بودن جهان واقعی و به‌ویژه جهان واقعی جنگ را نسبت به جهان داستانی، به رخ می‌کشد.

## نقد و بررسی
برخی از چهره‌های غیر ادبی از این اثر به عنوان کتابی ضد جنگ یاد کردند. از جمله مجتبی رحماندوست در این باره مدعی شد. جنگ هشت ساله تحمیلی، به‌خاطر دفاع شرافتمندانه ملت ایران تقدس یافت و با تمام قداستش منکر این نیستم که تبعات جنگ بعضاً بسیار نامیمون است؛ اما حق نداریم سیاهی‌ها و تلخی‌ها را بدون توجه به فرهنگ غالب، سپیدی‌ها و حقایق غرورآفرین فرهنگ ایثار و شهادت کنار هم آورده و در آن مبالغه کنیم.
احمد دهقان در واکنش به برخی از نقدها به کتاب من قاتل پسرتان هست گفت که وی دربارهٔ نقدهای متفاوت ارایه شده دربارهٔ آثاری از قبیل «من قاتل پسرتان هستم»، گفت: حوزهٔ اعتقادی رزمندگان دربارهٔ جنگی که در آن شرکت داشته‌اند و جوانی‌شان را به پای آن ریخته‌اند، حوزهٔ قابل احترامی است. در همه جای دنیا این‌طور بوده. اما کسانی که امروزه یخه‌درانی می‌کنند و فریاد می‌کشند، بی هنرانی هستند که در جنگ حتی از دور هم دستی بر آتش نداشته‌اند، ولی همه‌چیزشان را از جنگ دارند، که اگر جنگی نبود، امروز در سر چهارراه‌ها می‌دیدی‌شان که آکاردئون می‌زنند. دهقان با تأکید بر این‌که واقعیت‌های جنگ، خود جنگ است و نه خارج از آن، گفت: به شعار دادن عادت کرده‌ایم و فکر می‌کنیم ادبیات جنگ، شعار است؛ مثل ادبیات دوران شوروی سابق که همه می‌خواستند «زمین نوآباد» نوشته شود. او دربارهٔ این اعتقاد برخی که در «من قاتل پسرتان هستم»، فضای روحانی جنگ حذف شده‌است، خاطرنشان کرد: فضای روحانی جنگ با فریاد و ریا و دغل به دست نیامد. صدها هزار انسان آرمانگرا در جایی به نام جبهه جمع شدند و توانستند بزرگ‌ترین تحول اجتماعی و فردی را بیافرینند. آدم‌های جنگ همین آدم‌های کوچه و بازار بودند. اما این آن چیزی نیست که دوستان می‌خواهند بعد از ۲۰ سال تفسیر کنند. آدم‌های جنگ، آدم‌های معمولی بودند که آمدند متحول شدند، ولی این تحول در شهر بزرگ جبهه به وجود آمد. کسانی که می‌خواهند بگویند «من قاتل پسرتان هستم» ارزشی نیست، به دنبال این هستند که یک نفر مانیفست بنویسد؛ اما من داستان‌نویس هستم، نه مانیفست‌نویس.
رضا امیرخانی در دفاع از روایت احمد دهقان در من قاتل پسرتان هستم در مقابل منتقدانی که این اثر را به سیاه‌نمایی و تلخ‌نویسی از جنگ متهم کرده بودند گفت که امروز فقط کسانی حق دارند نسبت به من قاتل پسرتان هستم احمد دهقان معترض باشند که ۱۰ سال پیش هنگام انتشار «سفر به گرای ۲۷۰ درجه» دست او را بوسیده باشند. ترسم از آن است که مجموع سالهای جبههٔ منتقدان احمد دهقان به سال‌های جبههٔ او نرسد. او همچنین تأکید کرد: وقتی به آن نگاه حقیقی در سفر به گرای ۲۷۰ درجه در مقایسه با آثار شعاری و کم‌ارزش ادبی بها داده نشد، طبیعی است که ناخودآگاه، نویسنده به سمت مقابله با جریان شعاری می‌رود.
همچنین سیدمهدی شجاعی دربارهٔ این اثر عنوان کرد که این کتاب وقتی منتشر شد، احساس کردم که خیلی مظلوم واقع شده‌است. از نقدهای بی‌رحمانه‌ای که در جاهای مختلف نسبت به آن صورت می‌گرفت، از منظر انسانی یا اعتقادی دیدم که کار مستحق این همه توهین و فشار نیست. شنیدم که نویسندهٔ کتاب هم به‌خاطر مسائلی که برایش پیش آوردند، برای مدتی به بیمارستان راهی شده‌است. احساس کردم که تکلیف دارم به سهم خودم از نویسندهٔ اثر دفاع کنم و توجه مخاطب را به وجوه مثبت داستان‌ها جلب کنم. مضاف بر این‌که حرف کلی من در آن نوشته این بود که ما در کشور به‌شدت مشکل نقد داریم، یعنی کمبود نقد سالم، صحیح، داهیانه و منصفانه. این خیلی مشکل جدی است.
همچنین حبیب احمدزاده دربارهٔ این اثر و اتهام‌هایی که متوجه روایت من قاتل پسرتان هستم گفت که بسیاری از مدیران فرهنگی بدترین و بیش‌ترین اشتباه‌ها را مرتکب شده‌اند. فکر نمی‌کنم کتابی مثل «من قاتل پسرتان هستم» بتواند یا بخواهد ضربه‌ای به دفاع مقدس بزند.

## جوایز و افتخارات
احمد دهقان برای کتاب داستانی من قاتل پسرتان هستم در رقابت‌های متعدد بخش خصوصی و غیردولتی نامزد و برگزیده شده‌است؛ اما در سال انتشار این اثر جایزه کتاب سال دفاع مقدس که کتاب‌های برگزیده جنگ در حوزه‌های مختلف را انتخاب و معرفی می‌کند آشکارا نسبت به این اثر بی‌اعتنایی کرد و بی‌اعتنایی این رقابت به کتاب من قاتل پسرتان هستم نقدهایی را متوجه برگزارکنندگان جایزه کتاب سال دفاع مقدس کرد.
کتاب من قاتل پسرتان هستم توجه جوایز ادبی در ایران را برانگیخت.
نامزد ششمین دوره جایزه ادبی مهرگان
نامزد ششمین دوره جایزه منتقدان و نویسندگان مطبوعاتی
نامزد پنجمین دوره جایزه ادبی هوشنگ گلشیری

## ترجمه و اقتباس
فیلم پاداش سکوت با اقتباس از داستان من قاتل پسرتان هستم به کارگردانی مازیار میری ساخته شده‌است. فیلم‌نامه این اثر را فرهاد توحیدی با الهام از اثر احمد دهقان نوشته‌است. بر اساس گزارش‌های منتشر شده پایان‌بندی من قاتل پسرتان هستم در نسخه سینمایی تفاوت‌هایی با نسخه داستانی دارد.
کتاب من قاتل پسرتان هستم با ترجمه کارولین کراسکری، شرق‌شناس و محقق دانشگاه یو سی ال آمریکا به انگلیسی منتشر شده‌است.